# The Gap (Torndirrup)

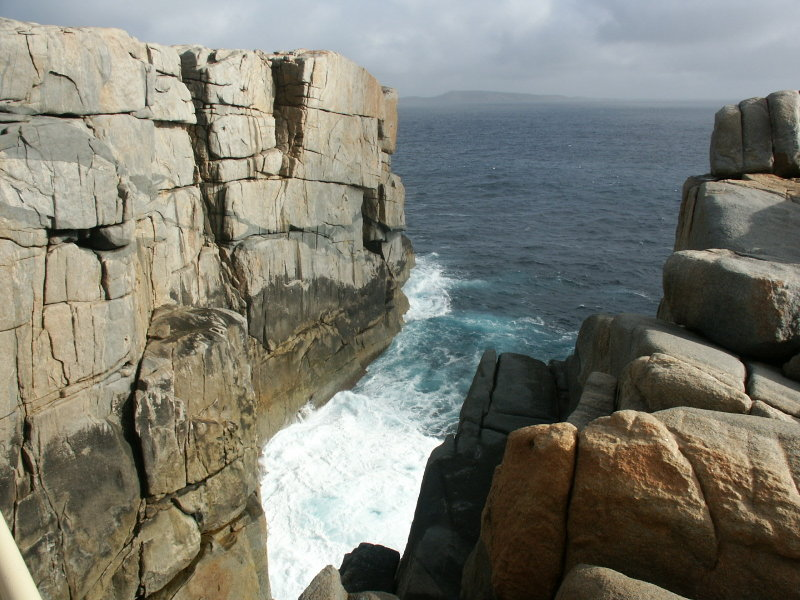
The Gap 2001

The Gap (deutsch: Die Lücke) ist eine Steilküste am Indischen Ozean, die sich an der rauen Südküste der Torndirrup-Halbinsel, im australischen Bundesstaat Western Australia befindet. 

## Geografie
Die Felsformation befindet sich innerhalb des Torndirrup-Nationalparks, in der Nähe von Big Grove. Die Kliffküste bietet eine der spektakulärsten Aussichten innerhalb des Nationalparks und befindet sich in der Nähe der Felsküste Natural Bridge.

## Allgemeine Informationen
Die The Gap Road führt zu einem Parkplatz, von dem aus man sowohl The Gap als auch Natural Bridge zu Fuß oder mit dem Rollstuhl erreichen kann. The Gap ist ein 40 Meter langer, 25 Meter breiter und 25 Meter tiefer Riss im Fels. Rund 40 Meter über dem Meer befindet sich eine Aussichtsplattform, die (außer bei schlechten Wetterbedingungen) für Besucher zugänglich ist. Die Gegend bietet außerdem gut Möglichkeiten zur Vogelbeobachtung.